# Умершие в ноябре 1995 года
Это список известных людей, соответствующих установленным критериям значимости (см. Википедия:Критерии значимости персоналий), умерших в ноябре 1995 года.
Причина смерти указывается лишь в исключительных случаях (убийство, самоубийство, гибель в результате военных действий, смертная казнь, ДТП или несчастные случаи). В остальных случаях — не указывается.
- 1 ноября — Талят Рахманов (49) — известный азербайджанский комический актёр и директор кинофильмов.
- 1 ноября — Фёдор Шевченко — украинский советский историк.
- 2 ноября — Алексей Буханов (72) — Герой Советского Союза.
- 2 ноября — Гавриил (Ургебадзе) (66) — грузинский православный монах.
- 2 ноября — Иоанн (Снычёв) (68) — епископ Русской Православной Церкви.
- 2 ноября — Николай Кукушкин (72) — командир звена 143-го гвардейского штурмового авиационного полка (8-я гвардейская штурмовая авиационная дивизия, 2-я воздушная армия), гвардии старший лейтенант, Герой Советского Союза.
- 3 ноября — Иван Чупилко (82) — Герой Советского Союза.
- 4 ноября — Ицхак Рабин (73) — премьер-министр Израиля в 1974—1977 и 1992—1995; убийство.
- 4 ноября — Жиль Делёз (70) — французский философ.
- 6 ноября — Санджив Кумар (57) — индийский актёр (145 фильмов), наибольшую известность которому принесли роли Рави в фильме «Зита и Гита» и Тхакура в «Месть и закон».
- 7 ноября — Джон Патрик (90) — американский драматург, сценарист.
- 8 ноября — Иван Долгов (75) — Герой Советского Союза.
- 8 ноября — Олег Макаров (66) — советский футболист.
- 9 ноября — Георгий Пестерев — Герой Советского Союза.
- 10 ноября — Фёдор Гладуш (82) — Герой Советского Союза.
- 10 ноября — Музаппар Даиров (81) — советский государственный и партийный деятель, министр заготовок Казахской ССР (1969-1982).
- 10 ноября — Николай Хлопонин (72) — Герой Советского Союза.
- 11 ноября — Анна Светличная (56) — украинская поэтесса.
- 11 ноября — Хурмат Хусаинов (75) — полный кавалер ордена Славы.
- 11 ноября — Алексей Чернышов (73) — Герой Советского Союза.
- 12 ноября — Дмитрий Кореньков (75) — советский и российский учёный в области агрохимии удобрений, академик ВАСХНИЛ.
- 12 ноября — Пётр Сидоров (68) — советский и российский экономист.
- 12 ноября — Валентин Шилов (77) — советский и российский археолог, кандидат исторических наук.
- 13 ноября — Алексей Лебедев (75) — Герой Советского Союза.
- 13 ноября — Артур Дейл Трендал (86) — австралийский историк искусства и археолог античности.
- 14 ноября — Уолтер Финней (84) — американский писатель-фантаст.
- 15 ноября — Михаил Капица (74) — советский политический деятель, чрезвычайный и полномочный посол СССР в Пакистане (1960-1961).
- 16 ноября — Гамлет Гурбанов — советский азербайджанский актёр.
- 16 ноября — Владимир Дьяков (76) — советский и российский историк-славист, археограф.
- 16 ноября — Владимир Кудрин (71) — Герой Советского Союза.
- 16 ноября — Алексей Роман (73) — Герой Советского Союза.
- 19 ноября — Олег Гончаренко (73) — Герой Советского Союза.
- 19 ноября — Мария Грехова (93) — советский физик, доктор физико-математических наук, профессор, бывший директор НИРФИ.
- 20 ноября — Сергей Гриньков (28) — советский и российский фигурист, двукратный олимпийский чемпион.
- 21 ноября — Ефрем Пружанский (65) — советский украинский режиссёр мультипликации и художник-мультипликатор.
- 22 ноября — Сергей Стечкин (75) — выдающийся советский и российский математик, доктор физико-математических наук.
- 23 ноября — Вуд, Стивен (34) — австралийский гребец-байдарочник.
- 23 ноября — Михаил Крячко (69) — советский передовик сельского хозяйства. Герой Социалистического Труда.
- 23 ноября — Луи Маль (63) — французский кинорежиссёр, оператор, продюсер, сценарист.
- 24 ноября — Эрвант Гараньян (92) — Герой Советского Союза.
- 24 ноября — Николай Комаров (76) — Герой Советского Союза.
- 25 ноября — Абдулла Ахметов (77) — Герой Советского Союза.
- 25 ноября — Николай Дроздецкий (38) — советский хоккеист, заслуженный мастер спорта СССР, олимпийский чемпион.
- 27 ноября — Константин Кондратьев (70) — Полный кавалер Ордена Славы.
- 28 ноября — Сухан Бабаев (85) — советский государственный и партийный деятель. Член ВКП(б) с 1937 года.
- 28 ноября — Евгений Шутов (69) — советский актёр театра и кино, народный артист РСФСР.
- 29 ноября — Фёдор Литвинов (88) — Герой Социалистического Труда.
- 29 ноября — Сабир Юнусов (86) — видный советский учёный, специалист в области химии алкалоидов.
- 30 ноября — Мария Гуменюк (81) — работница сельского хозяйства, доярка и животновод.
- 30 ноября — Вячеслав Квитинский (75) — Герой Советского Союза.